# Edwin, figlio di Edoardo il Vecchio
Edwin (... – 933) è stato il figlio più giovane di Edoardo il Vecchio e Elfeda, sua seconda moglie. È affogato in mare in circostanze non chiare nell'anno 933.

## Contesto storico
Edoardo il Vecchio morì nel 924, lasciando cinque figli da tre diversi matrimoni. Di questi, Edmondo ed Edredo erano bambini e quindi esclusi dalla successione. L'accurato lavoro di espansione di Edoardo fu annullato quando i Merciani scelsero il figlio maggiore della prima moglie di Edoardo, Atelstano, per essere il loro re mentre nel Wessex sceglievano Ethelweard, figlio maggiore della seconda moglie di Edoardo. La morte improvvisa di Ethelweard avvenne 16 giorni dopo quella di suo padre, ma Atelstano sembra non essere stato riconosciuto come re del Wessex fino a un anno dopo la morte del padre insinuando che c'era una resistenza significativa nei suoi confronti e forse anche sostegno per il fratellastro Edwin.

## Morte contestata
Le prove contemporanee della vita di Edwin sono molto limitate. Infatti si sa solo della sua morte: la Cronaca anglosassone afferma che Edwin affogò in mare nel 933. Gli Annales Bertiniani francesi di Folcuin forniscono maggiori dettagli:
In seguito scrittori come Guglielmo di Malmesbury e Simeone di Durham riscrissero la morte di Edwin. La versione di Simeone afferma che "il re Atelstano ordinò che suo fratello Edwin fosse annegato in mare". Nella versione di Guglielmo, Atelstano pensa che suo fratello stia organizzando un complotto per accecarlo e diventare re e, convinto dai cortigiani gelosi, mandò Edwin in mare in una barca che perde, senza remi, senza cibo e senza acqua. Disperato, Edwin si getta in mare e annega.

## Ascendenza
|                         |   |                 | Genitori       |  |  | Nonni |  |  | Bisnonni             |  |  | Trisnonni          |  |
|                         |   |                 |                |  |  |       |  |  | Etelvulfo del Wessex |  |  | Egberto del Wessex |  |
|                         |   |                 |                |  |  |       |  |  | Etelvulfo del Wessex |  |  | Egberto del Wessex |  |
|                         |   | …               |                |  |  |       |  |  | Etelvulfo del Wessex |  |  |                    |  |
| Alfredo il Grande       |   |                 |                |  |  |       |  |  | Etelvulfo del Wessex |  |  |                    |  |
|                         |   | Osburga         | Oslac di Wight |  |  |       |  |  |                      |  |  |                    |  |
|                         |   | Osburga         | Oslac di Wight |  |  |       |  |  |                      |  |  |                    |  |
|                         |   | Osburga         | …              |  |  |       |  |  |                      |  |  |                    |  |
| Edoardo il Vecchio      |   | Osburga         |                |  |  |       |  |  |                      |  |  |                    |  |
|                         |   | Aethelred Mucil | …              |  |  |       |  |  |                      |  |  |                    |  |
|                         |   | Aethelred Mucil | …              |  |  |       |  |  |                      |  |  |                    |  |
|                         |   | Aethelred Mucil | …              |  |  |       |  |  |                      |  |  |                    |  |
| Ealhswith               |   | Aethelred Mucil |                |  |  |       |  |  |                      |  |  |                    |  |
|                         |   | Eadburh         | …              |  |  |       |  |  |                      |  |  |                    |  |
|                         |   | Eadburh         | …              |  |  |       |  |  |                      |  |  |                    |  |
|                         |   | Eadburh         | …              |  |  |       |  |  |                      |  |  |                    |  |
| Edwin                   |   | Eadburh         |                |  |  |       |  |  |                      |  |  |                    |  |
|                         | … | …               |                |  |  |       |  |  |                      |  |  |                    |  |
|                         | … | …               |                |  |  |       |  |  |                      |  |  |                    |  |
|                         | … | …               |                |  |  |       |  |  |                      |  |  |                    |  |
| Aethelhelm di Wiltshire | … |                 |                |  |  |       |  |  |                      |  |  |                    |  |
|                         |   | …               | …              |  |  |       |  |  |                      |  |  |                    |  |
|                         |   | …               | …              |  |  |       |  |  |                      |  |  |                    |  |
|                         |   | …               | …              |  |  |       |  |  |                      |  |  |                    |  |
| Elfleda                 |   | …               |                |  |  |       |  |  |                      |  |  |                    |  |
|                         |   | …               | …              |  |  |       |  |  |                      |  |  |                    |  |
|                         |   | …               | …              |  |  |       |  |  |                      |  |  |                    |  |
|                         |   | …               | …              |  |  |       |  |  |                      |  |  |                    |  |
| …                       |   | …               |                |  |  |       |  |  |                      |  |  |                    |  |
|                         |   | …               | …              |  |  |       |  |  |                      |  |  |                    |  |
|                         |   | …               | …              |  |  |       |  |  |                      |  |  |                    |  |
|                         |   | …               | …              |  |  |       |  |  |                      |  |  |                    |  |
|                         |   | …               |                |  |  |       |  |  |                      |  |  |                    |  |